# Jonas Langvad
Jonas Langvad (* 2. September 1983 in Ballerup) ist ein ehemaliger dänischer Basketballspieler.

## Werdegang
Langvad spielte 2001/02 für BMS Herlev und 2002/03 für den SISU Basketball Klub in der ersten dänischen Liga, ehe er 2003 in die Vereinigten Staaten an die University of Utah wechselte. Dort begann er ein Studium und gehörte bis 2006 der Basketballhochschulmannschaft an. Zu seinen Mannschaftskameraden in Utah zählte der Australier Andrew Bogut. Langvads Stärken lagen im Wurf.
Ab dem Beginn der Saison 2006/07 stand der Däne beim spanischen Drittligisten CB Ciudad de Vigo Basquet unter Vertrag, für den er bis Januar 2007 18 Spiele bestritt und einen Mittelwert von 3,7 Punkten erreichte. Bei dem Verein besaß der Däne einen Zweijahresvertrag, im Frühjahr 2007 aber kam es bereits zur Trennung. Langvad verließ die Mannschaft aus persönlichen Gründen und ging in die Vereinigten Staaten zurück. Im US-Bundesstaat Kalifornien spielte er 2009 für die Mannschaft Ventura County Jets in der West Coast Pro Basketball League.
Langvad war dänischer Nationalspieler (15 A-Länderspieleinsätze).